# Присциан (консуляр)
Присциан (лат. Priscianus) — римский политический деятель второй половины IV века.
Присциан происходили из финикийского города Берит. Его отца звали Марциан. Обучался в Антиохии. Также Присциан был ритором и адвокатом. В 359 году он прибыл к императорскому двору, где имел перспективы получить какую-нибудь должность. Тогда он уже был пожилым человеком. В 360 году он был назначен на пост презида Евфратисии. Спустя год его сменил на этом посту Юлиан. Приблизительно в 363—364 годах Присциан занимал должность презида Киликии. В 364 году он был консуляром Палестины Первой. У Присциана был сын Полибий, а также родственник по имени Стратоник. Присциан был язычником.